# یاساب
یاساب (به ترکی آذربایجانی: Yasab) یک روستا در جمهوری آذربایجان است که در شهرستان قوسار واقع شده‌است. یاساب ۱٬۸۳۸ نفر جمعیت دارد.